# Anacropora forbesi
Anacropora forbesi е вид корал от семейство Acroporidae. Видът е незастрашен от изчезване.

## Разпространение и местообитание
Разпространен е в Австралия, Британска индоокеанска територия, Вануату, Виетнам, Индонезия, Камбоджа, Кения, Кирибати, Кокосови острови, Коморски острови, Мавриций, Мадагаскар, Майот, Малайзия, Маршалови острови, Микронезия, Мозамбик, Науру, Нова Каледония, Остров Рождество, Палау, Папуа Нова Гвинея, Провинции в КНР, Реюнион, Сейшели, Сингапур, Соломонови острови, Сомалия, Тайван, Тайланд, Танзания, Тувалу, Уолис и Футуна, Фиджи, Филипини, Южна Африка и Япония.
Среща се на дълбочина от 8 до 12 m, при температура на водата от 26,5 до 28 °C и соленост 34,4 – 35,1 ‰.

## Описание
Популацията на вида е намаляваща.